# Papado bizantino

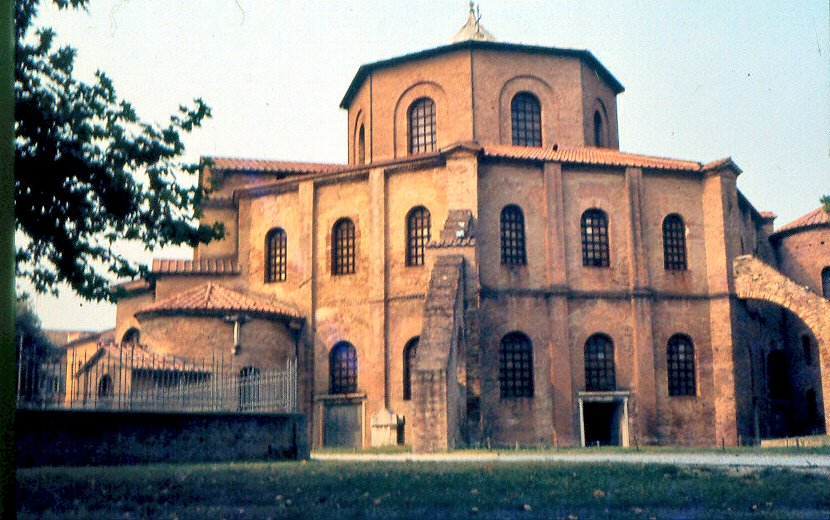
La Iglesia de San Vital en Rávena, consagrada en el año 547, combina elementos occidentales y bizantinos.

El papado bizantino fue un periodo de dominación bizantina del papado romano desde el año 537 hasta el 752, en el que los papas requerían la aprobación del emperador bizantino para la consagración episcopal, y muchos papas eran elegidos entre los apocrisiarii (enlaces del papa con el emperador) o los habitantes de Grecia, Siria o Sicilia, gobernados por los bizantinos. Justiniano I conquistó la península itálica en la Guerra Gótica (535-554) y nombró a los tres papas siguientes, una práctica que continuarían sus sucesores y que más tarde se delegaría en el Exarcado de Rávena.
Con la excepción de Martín I, ningún papa de este periodo cuestionó la autoridad del monarca bizantino para confirmar la elección del obispo de Roma antes de que se produjera la consagración; sin embargo, los conflictos teológicos eran habituales entre el papa y el emperador en ámbitos como el monotelismo y la iconoclasia.
Los griegos de Grecia, Siria y Sicilia sustituyeron a los miembros de la poderosa nobleza romana en la silla papal durante este periodo. Roma bajo los papas griegos constituía un «crisol» de tradiciones cristianas occidentales y orientales, que se reflejaba tanto en el arte como en la liturgia.

## Historia

### Orígenes (534-638)

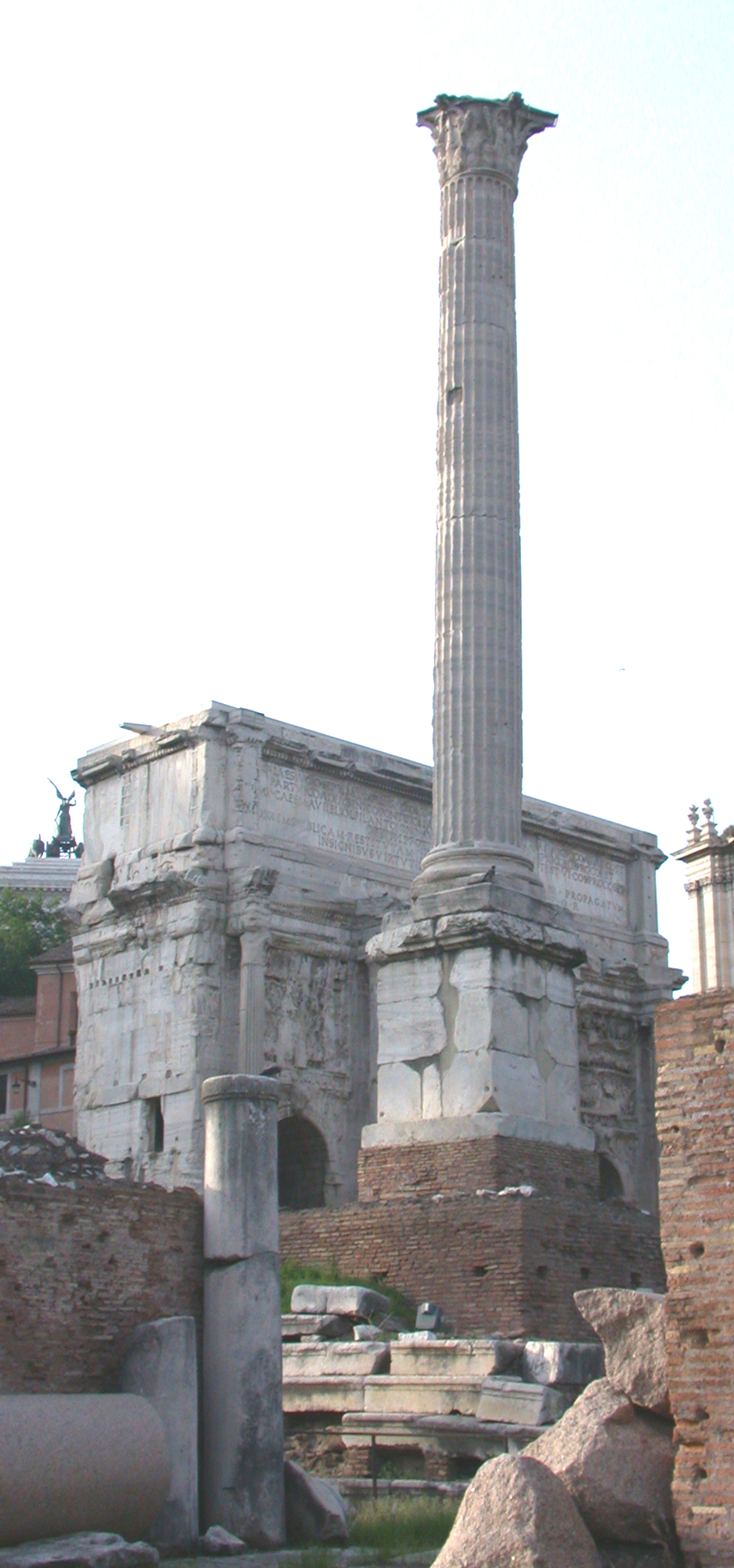
La Columna de Focas, el único monumento público existente erigido en la Roma del siglo VII por los bizantinos.

Después de su invasión de Italia durante la Guerra Gótica (535-554), el emperador Justiniano I obligó al papa Silverio a abdicar e instaló en su lugar al papa Vigilio, un antiguo apocrisiario de Constantinopla; Justiniano nombró a continuación al papa Pelagio I, celebrando únicamente una «falsa elección» para sustituir a Vigilio; después, Justiniano se contentó con limitarse a la aprobación del papa, como ocurrió con el papa  Juan III tras su elección. Los sucesores de Justiniano continuarían esta práctica durante más de un siglo.
Aunque las tropas bizantinas que capturaron Italia se llamaban a sí mismas romanas, muchos habitantes de la ciudad sentían una profunda desconfianza hacia los griegos y, en general, hacia la influencia helenística. En poco tiempo, los ciudadanos de Roma solicitaron a Justiniano que revocara a Narsés (que capturó Roma en el 552), declarando que preferían seguir siendo gobernados por los godos. El sentimiento anti bizantino también se podía encontrar en toda la península italiana, y la recepción de la teología griega en los círculos latinos era más variada.
El poder continuado de nombramiento del emperador bizantino puede verse en la leyenda del papa Gregorio I escribiendo a Constantinopla, pidiéndoles que rechazaran su elección. El papa Bonifacio III emitió un decreto denunciando el soborno en las elecciones papales y prohibiendo la discusión de los candidatos durante los tres días posteriores al funeral del papa anterior; después, Bonifacio III decretó que el clero y los «hijos de la Iglesia» (es decir los nobles clásicos), deberían reunirse para elegir un sucesor, cada uno votando según su conciencia. Esto redujo el faccionalismo en las cuatro sucesiones siguientes, cada una de las cuales resultó en elecciones rápidas y con la aprobación imperial.
El prestigio de Gregorio I aseguró una incorporación gradual de la influencia oriental, que mantuvo el carácter distintivo de la iglesia romana; los dos sucesores de Gregorio fueron elegidos entre sus antiguos apocrisiarii en Constantinopla, en un esfuerzo por ganar el favor de Focas, cuya disputada reclamación al trono Gregorio había respaldado con entusiasmo. El papa Bonifacio III era muy probablemente de origen griego, lo que le convertía en el «oriental en el trono papal» en el año 607 —muchos autores consideran incorrectamente al papa Teodoro I, que reinó del 642 al 649, como el primer papa oriental del papado bizantino—. Bonifacio III consiguió una proclamación imperial en la que se declaraba a Roma como «cabeza de todas las iglesias» —reafirmando el nombramiento de Justiniano I de que el papa era «el primero de todos los sacerdotes»—, un decreto con el que el emperador Focas pretendía tanto humillar al Patriarca de Constantinopla como exaltar al papa.
Focas hizo erigir una estatua dorada de sí mismo sobre una columna monumental en el Foro Romano tres semanas después de la consagración de Bonifacio III, y en el 609 por iussio autorizó la conversión del Panteón en una iglesia cristiana, el primer templo pagano convertido de este modo. El propio Bonifacio III intentó superar los esfuerzos de Focas por cristianizar el lugar, recogiendo veinticuatro carros de huesos de mártires de las catacumbas de Roma para consagrarlos en el templo. Un sínodo del año 610 dictaminó que los monjes podían ser miembros de pleno derecho del clero, una decisión que aumentaría masivamente las hordas de monjes griegos que estaban a punto de huir a Roma mientras los eslavos conquistaban gran parte de la costa de los Balcanes. En esta época, Salona en Dalmacia, Justiniana Prima en Iliria, la Grecia peninsular, el Peloponeso y Creta estaban bajo la jurisdicción eclesiástica de Roma, y Constantinopla era uno de «los últimos lugares a los que se podía acudir en busca de refugio a principios del siglo VII».
Otra oleada de refugiados monásticos, que traían consigo diversas controversias cristológicas, llegó a Roma cuando el Imperio sasánida asoló las posesiones bizantinas orientales. Las siguientes conquistas musulmanas del siglo VII invirtieron, en efecto, la «avalancha de ascetas hacia Oriente» y la «fuga de cerebros de las emigraciones ascéticas a Tierra Santa» que siguieron a las invasiones góticas de 408-410. Aunque los monjes emigrantes eran relativamente pequeños en número, su influencia fue inmensa:

En medio de un ambiente que los acogió calurosamente, la pequeña fuerza de monjes y clérigos que llegó a Roma en esta época combinaría su celo por Calcedonia, su perspicacia intelectual y su aprendizaje superior, y la autoridad espiritual de la iglesia romana y el papado para movilizar la batalla y ganar la guerra contra la última de las grandes controversias cristológicas que enfrentó a la iglesia.

### Conflicto del monotelismo (638-654)
Se consideraba obligatorio que un papa electo buscara la confirmación de su nombramiento en Constantinopla antes de la consagración, lo que a menudo provocaba retrasos muy largos (Sabiniano: 6 meses; Bonifacio III: 1 año; Bonifacio IV: 10 meses; Bonifacio V: 13 meses), debido a la dificultad de los viajes, la burocracia bizantina y los caprichos de los emperadores. Las disputas eran a menudo teológicas; por ejemplo, Severino no fue consagrado hasta 20 meses después de su elección debido a su negativa a aceptar el monotelismo, muriendo unos meses después de haber recibido finalmente el permiso para ser consagrado en el año 640. Cuando el papa griego Teodoro intentó excomulgar a dos patriarcas de Constantinopla por apoyar el monotelismo, las tropas imperiales saquearon el tesoro papal del Palacio de Letrán, arrestaron y exiliaron a la aristocracia papal en la corte imperial y profanaron el altar de la residencia papal en Constantinopla.
Teodoro era greco-palestino, hijo del obispo de Jerusalén, elegido por su capacidad para combatir las diversas herejías procedentes de Oriente en su lengua materna. Como resultado de la capacidad de Teodoro para debatir con sus adversarios en su propia lengua, «nunca más el papado sufriría el tipo de vergüenza que había resultado del negligencia lingüística de Honorio». Teodoro tomó la medida casi sin precedentes de nombrar a Esteban de Dor como vicario apostólico por Palestina, con la intención de deponer a los obispo monotelistas sucesores de Sergio de Joppé. La deposición del patriarca Pirro por parte de Teodoro aseguró que «Roma y Constantinopla estaban ahora en cisma y en guerra abierta» sobre la cristología que caracterizaría al imperio cristiano. Un papa griego que excomulgaba al Patriarca resultó sin duda un «espectáculo angustioso» para los emperadores que pretendían restaurar la unidad religiosa. La audacia de Teodoro lo atestigua:

...la fuerte corriente de rencor romano contra el uso de la fuerza imperial con tanta mano dura que emanaba de Rávena desde el incidente de Maurikios [...] la aceptación entusiasta de la autoridad política imperial ejercida con tanta brutalidad estaba disminuyendo perceptiblemente.

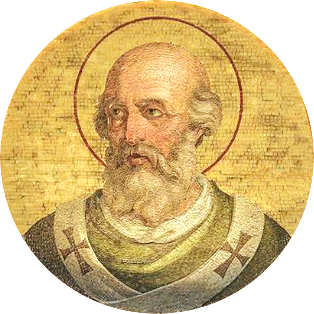
El papa Martín I fue secuestrado por Constante II y murió en el exilio.

El sucesor de Teodoro, el papa Martín I, insistió en ser consagrado inmediatamente sin esperar la aprobación imperial, y fue —tras un retraso debido a la revuelta de Olimpo, el exarca de Rávena secuestrado por las tropas imperiales en Constantinopla, declarado culpable de traición y exiliado a Crimea, donde murió en el 655. Aunque el principal delito de Martín I fue la promoción del Concilio de Letrán de 649, el propio concilio fue un «asunto manifiestamente bizantino» en virtud de sus participantes e influencias doctrinales —en particular su dependencia del florilegio—. El estatus ecuménico del concilio nunca fue reconocido, lo que consolidó la idea de que la convocatoria de concilios ecuménicos era una prerrogativa imperial. A los cuatro años de la clausura del concilio, tanto Martín I como Máximo el Confesor fueron arrestados y juzgados en Constantinopla.
Según Eamon Duffy, «uno de los peores elementos del sufrimiento de Martín fue saber que, mientras él vivía, la Iglesia romana se había plegado a los mandatos imperiales y había elegido un nuevo papa», el papa Eugenio I. Según Ekonomou, «los romanos estaban tan dispuestos a olvidar al papa Martín como Constante II se sintió aliviado al verlo trasladado a la remota orilla norte del Mar Negro». Treinta años después, el Concilio de Constantinopla III —Sexto Concilio Ecuménico— reivindicaría la condena del monotelismo por parte del concilio, pero no antes de que el sínodo «inaugurara el período del "intermezzo griego" de Roma».

### Reconciliación (654-678)
Los habitantes tanto de Oriente como de Occidente se habían «cansado de las décadas de guerra religiosa», y el arresto de Martín I contribuyó en gran medida a disipar la «fiebre religiosa de los súbditos italianos del imperio». El acercamiento dentro del imperio se consideraba fundamental para combatir la creciente amenaza lombarda y árabe, por lo que ningún papa «volvió a referirse a Martín I» durante setenta y cinco años. Aunque el malestar romano por elegir un sucesor mientras vivía Martín I y el deseo bizantino de castigar a Roma por el concilio hicieron que la sede vacante inmediata durara catorce meses, los siete papas siguientes se mostraron más conformes con Constantinopla y lo aprobaron sin demora, pero el papa Benedicto II se vio obligado a esperar un año en el 684, tras lo cual el emperador consintió en delegar la aprobación en el exarca de Rávena. El exarca, que invariablemente era un griego de la corte de Constantinopla, tenía la facultad de aprobar la consagración papal desde la época de Honorio I.
El emperador Constante II, secuestrador de Martín I, residió en Roma durante el reinado del papa Vitaliano. El propio Vitaliano era posiblemente de origen oriental, y ciertamente nombró a griegos para sedes importantes, a Teodoro de Tarso como arzobispo de Canterbury. Se ha hablado mucho de los motivos de Constante II —quizá trasladar la capital imperial a Roma o reconquistar grandes extensiones de territorio al estilo de Justiniano I—, pero lo más probable es que únicamente pretendiera conseguir victorias militares limitadas contra  eslavos, lombardos y árabes. Vitaliano colmó a Constante II de honores y ceremonias —incluyendo una visita a la tumba de San Pedro—, incluso mientras los obreros de Constante II arrancaban el bronce de los monumentos de la ciudad para fundirlo y llevarlo a Constantinopla con el emperador cuando partiera. Sin embargo, tanto Vitaliano como Constante II habrían confiado en su partida en que la relación política y religiosa entre Roma y Constantinopla estaba efectivamente estabilizada, dejando a Constante II libre para concentrar sus fuerzas contra los árabes. Después de que Constante II fuera asesinado en Sicilia por Mececio, Vitaliano se negó a apoyar la usurpación del trono por parte de Mececio, ganándose el favor del hijo y sucesor de Constante II, Constantino IV. Constantino IV le devolvió el favor negándose a apoyar la eliminación del nombre de Vitaliano de los dípticos de las iglesias bizantinas y privando a Rávena del estatus de autocéfala, devolviéndola a la jurisdicción papal. Constantino IV abandonó la política del monotelismo y convocó el Concilio de Constantinopla III en el año 680, al que el papa Agatón envió un representante. El concilio volvió al Credo de Calcedonia, condenando al papa Honorio y a los demás defensores del monotelismo. Durante los diez años siguientes, la reconciliación aumentó el poder del papado: la iglesia de Rávena abandonó su pretensión de tener un estatus independiente —antes respaldado por Constante II—, se redujo la fiscalidad imperial y el derecho de confirmación papal se delegó de Constantinopla al exarca de Rávena. Fue durante este periodo cuando el papado comenzó a «pensar en la Iglesia Universal no como la suma de iglesias individuales, como hacía Oriente, sino como sinónimo de la Iglesia Romana».

### Los papas griegos (678-752)

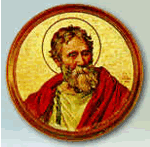
El papa Agatón y diez de sus siguientes doce sucesores eran culturalmente de origen griego.

El papa Agatón, un griego siciliano, inició «una sucesión casi ininterrumpida de pontífices orientales que abarcó los siguientes tres cuartos de siglo». El Tercer Concilio de Constantinopla y los Papas griegos inauguraron «una nueva era en las relaciones entre las partes oriental y occidental del imperio». Durante el pontificado de Benedicto II (684-685), Constantino IV renunció al requisito de la aprobación imperial para la consagración como papa, reconociendo el gran cambio en la demografía de la ciudad y su clero. El sucesor de Benedicto II, Juan V, fue elegido «por la población en general», volviendo a la «antigua práctica». Los diez sucesores griegos de Agatón fueron probablemente el resultado previsto de la concesión de Constantino IV. Las muertes del papa Juan V y (todavía más) del papa Conón dieron lugar a elecciones disputadas, pero después del papa Sergio I el resto de las elecciones bajo el dominio bizantino no tuvieron problemas graves.
Durante el pontificado de Juan V (685-686), el emperador disminuyó sustancialmente la carga impositiva sobre los patrimonios papales en Sicilia y Calabria, eliminando también la sobretasa sobre los cereales y otros impuestos imperiales. Justiniano II durante el mandato de Conón también disminuyó los impuestos sobre los patrimonios de Bruttium y Lucania, liberando a los reclutados en el ejército como garantía de esos pagos. Los papas de esta época reconocían explícitamente la soberanía imperial sobre Roma y a veces fechaban su correspondencia personal en los años regios del emperador bizantino, sin embargo, esta unidad política no se extendió también a las cuestiones teológicas y doctrinales.

#### Concilio Quinisexto: el litigio

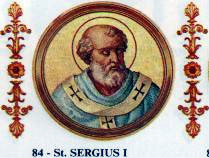
El papa Sergio I quien rechaza los cánones del Concilio Quinisexto, presionando a Justiniano II a ordenar su arresto.

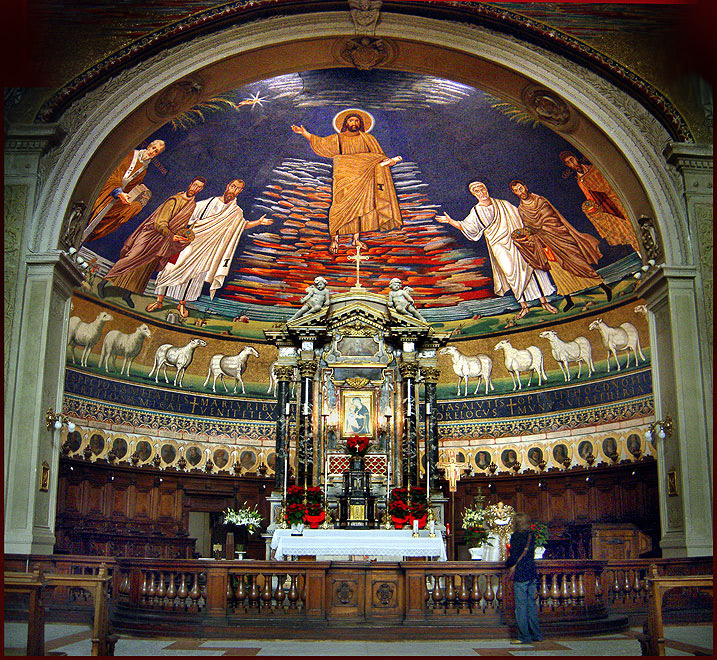
Ábside de la Basílica de los santos Cosme y Damián, encargado por Sergio I, representa a Cristo como un cordero, una práctica prohibida por el Concilio Quinisexto.

Los primeros actos de Justiniano II parecían continuar el acercamiento iniciado bajo Constante II y Constantino IV. Sin embargo, la reconciliación duró poco y Justiniano II convocó el Concilio Quinisexto en el 692, un concilio que reunió únicamente a obispos orientales, con el fin de resolver una serie de decretos considerados ofensivos para los occidentales. Los textos canónicos fueron enviados al papa Sergio I para la firma; Sergio se negó y desobedeció abiertamente las nuevas leyes. El Conciclio Quinisexto aprobó 85 de los Cánones apostólicos, mientras que Sergio solo habría admitido los primeros cincuenta. Sin duda, la mayor parte de la discordia proviene de diferentes doctrinas y prácticas entre Oriente y Occidente, por ejemplo, los diáconos romanos tienen prohibido vivir con sus esposas después de su ordenación; el cristiano romano puede almorzar el sábado de Cuaresma y se les permite consumir sangre animal. Estas y otras prácticas difieren de los cánones de Quinisexto, en un paso simbólico e importante, Sergio declara su apoyo al canto: «Cordero de Dios que quitas el pecado del mundo, ten piedad de nosotros», al fraccionar la hostia durante la misa; además restaura la fachada de mosaico dañada en el atrio de San Pedro que representa el culto del Cordero; mientras que el Concilio había prohibido la representación de Cristo como el Cordero. Se dice que Agnus Dei se cantó en griego y latín durante este período. De la misma manera que cambia la liturgia, Sergio I, se hizo una letanía en griego —existente en el Salterio Æthelstan— para ser recitada en la fiesta de Todos los Santos.
Justiniano II envió primero a un magistrado para que arrestara a Juan de Porto y a otro consejero papal como advertencia, y luego envió a su infame protospatario Zacarías para que arrestara al propio papa. Justiniano II intentó apresar a Sergio I como su predecesor había hecho con Martín I, subestimando el resentimiento contra la autoridad imperial entre los gobernantes de Italia, y las tropas italianas de Rávena y del Ducado de Pentápolis se amotinaron a favor de Sergio I a su llegada a Roma. No mucho después, Justiniano II fue depuesto en un golpe de Estado (695). Sin embargo, las trece revueltas en Italia y Sicilia que precedieron a la caída del exarcado en el 751 fueron uniformemente «de carácter imperial», ya que seguían albergando «lealtad al ideal del Imperio Romano Cristiano» y no tenían ambiciones 
nacionalistas para la península italiana. De hecho, en lugar de aprovechar cualquier sentimiento anti bizantino en Italia, el propio Sergio I intentó sofocar toda la controversia.
En el año 705, el restaurado Justiniano II trató de llegar a un acuerdo con el papa Juan VII (en el cargo durante 705-707) pidiéndole que enumerara los cánones específicos del Concilio que le parecían problemáticos y que confirmara el resto; sin embargo, Juan VII no tomó ninguna medida. En el año 710, Justiniano II ordenó al papa Constantino (en el cargo del 708 al 715) que se presentara en Constantinopla por mandato imperial. El papa Constantino, de origen sirio, partió hacia Constantinopla en el 710 con trece clérigos, once de ellos orientales. En Nápoles se cruzó con Constantino, el exarca Juan III Rizocopo, que se dirigía a Roma, donde ejecutaría a cuatro altos funcionarios papales que se habían negado a acompañar al papa. Aunque el rechazo de Roma a los cánones de Quinisexto se mantuvo, la visita sanó en gran medida la ruptura entre el papa y el emperador.
Según Ekonomou, entre el 701 y el 750, «los griegos superaban en número a los latinos en una proporción de casi tres y medio». Cualquier vacío de poder se llenaba rápidamente desde Roma: por ejemplo, el papa Gregorio II acudió en ayuda del exarcado de Rávena en el 729 ayudando a aplastar la rebelión de Tiberio Petasio, y el papa Zacarías en 743 y 749 negoció la retirada de los lombardos del territorio imperial.

#### Disputa sobre la iconoclasia

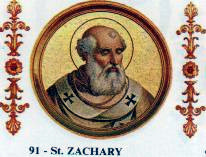
El papa Zacarías fue el último de origen griego y el último en solicitar la confirmación imperial de su elección.

Los papas de la primera mitad del siglo VIII percibían a Constantinopla como una fuente de autoridad legitimadora y, en la práctica, «pagaban generosamente» para seguir recibiendo la confirmación imperial, pero la autoridad bizantina prácticamente desapareció en Italia —excepto en Sicilia— a medida que los emperadores se veían cada vez más presionados por las conquistas musulmanas:

Como todos los pontífices romanos que le habían precedido, Zacarías se consideraba un leal servidor del imperium Romanum Christianum y un obediente súbdito del emperador que ocupaba el trono en Constantinopla. El imperio era, después de todo, la imagen terrestre del reino de los cielos. Era un reino sagrado del que Roma y el papado eran componentes integrales. Representaba la cultura y la civilización. Era la cadena irrefragable que conectaba el presente con el pasado clásico y daba a su amada Roma el aura de la eternidad. Sobre todo, era el imperio que custodiaba y protegía a la santa iglesia católica y apostólica. El emperador era el representante elegido por Dios en la Tierra. Sostenía el imperio en nombre de Cristo, de quien era instrumento y de quien derivaba su poder y autoridad. Criticar al emperador era un sacrilegio; dejar de obedecerle y rezar por él, fuera bueno o malo, una impiedad impensable.

Aunque el antagonismo sobre el gasto de la dominación bizantina había persistido durante mucho tiempo dentro de Italia, la ruptura política se puso en marcha en serio en el año 726 por la iconoclasia del emperador León III el Isaurio. El exarca fue linchado mientras intentaba hacer cumplir el edicto iconoclasta y el papa Gregorio II vio la iconoclasia como la última de una serie de herejías imperiales. En el año 731, su sucesor, el papa Gregorio III, organizó un sínodo en Roma, al que asistió el arzobispo de Rávena, en el que se declaró que la iconoclasia se castigaba con la excomunión. Cuando el exarca donó seis columnas de ónice al santuario de San Pedro en agradecimiento por la ayuda del papa en su liberación de los lombardos, Gregorio III, desafiante, hizo que el material se convirtiera en iconos.

### Ruptura final
El emperador León III respondió en los años 732/733 confiscando todos los patrimonios papales en el sur de Italia y Sicilia, que en conjunto constituían la mayor parte de los ingresos papales de la época. Además, retiró de la jurisdicción papal los obispados de Tesalónica, Corinto, Siracusa, Regio, Nicópolis, Atenas y Patras, sometiéndolos al Patriarca de Constantinopla. Esto fue, en efecto, un acto de triaje: reforzó el control imperial sobre el imperio del sur, pero casi garantizó la eventual destrucción del exarcado de Rávena, que finalmente ocurrió en manos lombardas en el 751. En efecto, el papado había sido «expulsado del imperio». El papa Zacarías, en el 741, fue el último papa que anunció su elección a un gobernante bizantino o que buscó su aprobación.

## Relaciones posteriores

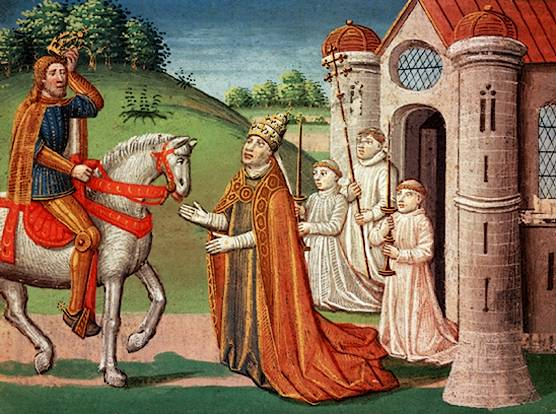
Carlomagno y el papa Adriano I.

En 50 años (Navidad del 800), el papado reconoció a Carlomagno como emperador del Sacro Imperio Romano. Esto puede considerarse como un símbolo del alejamiento del papado de la decadente Bizancio hacia el nuevo poder de la Francia carolingia. Bizancio sufrió una serie de reveses militares durante este periodo, perdiendo prácticamente el control de Italia. En la época de las visitas de Liutprando de Cremona a Constantinopla a finales del siglo X, a pesar de la recuperación de Bizancio bajo Romano I y Constantino Porfirogéneta, las relaciones entre el papado y Bizancio eran claramente tensas. De hecho, Liutprando, señala el enfado del funcionariado bizantino por el hecho de que el papa se dirigiera al emperador como «emperador de los griegos», en lugar del de los romanos.

## Lista de papas bizantinos
El papado bizantino estuvo compuesto por los siguientes papas y antipapas. De los trece papas de 678 a 752, únicamente Benedicto II y Gregorio II eran romanos nativos; todos los demás eran de habla griega, de Grecia, Siria o Sicilia bizantina. Muchos papas de este período habían servido previamente como apocrisiarii papal —equivalente al nuncio moderno— en Constantinopla. La serie de papas desde Juan V hasta Zacarías (685-752) se denomina a veces «cautiverio bizantino» porque únicamente un papa de este periodo, Gregorio II, no era de origen «oriental».

## Legado

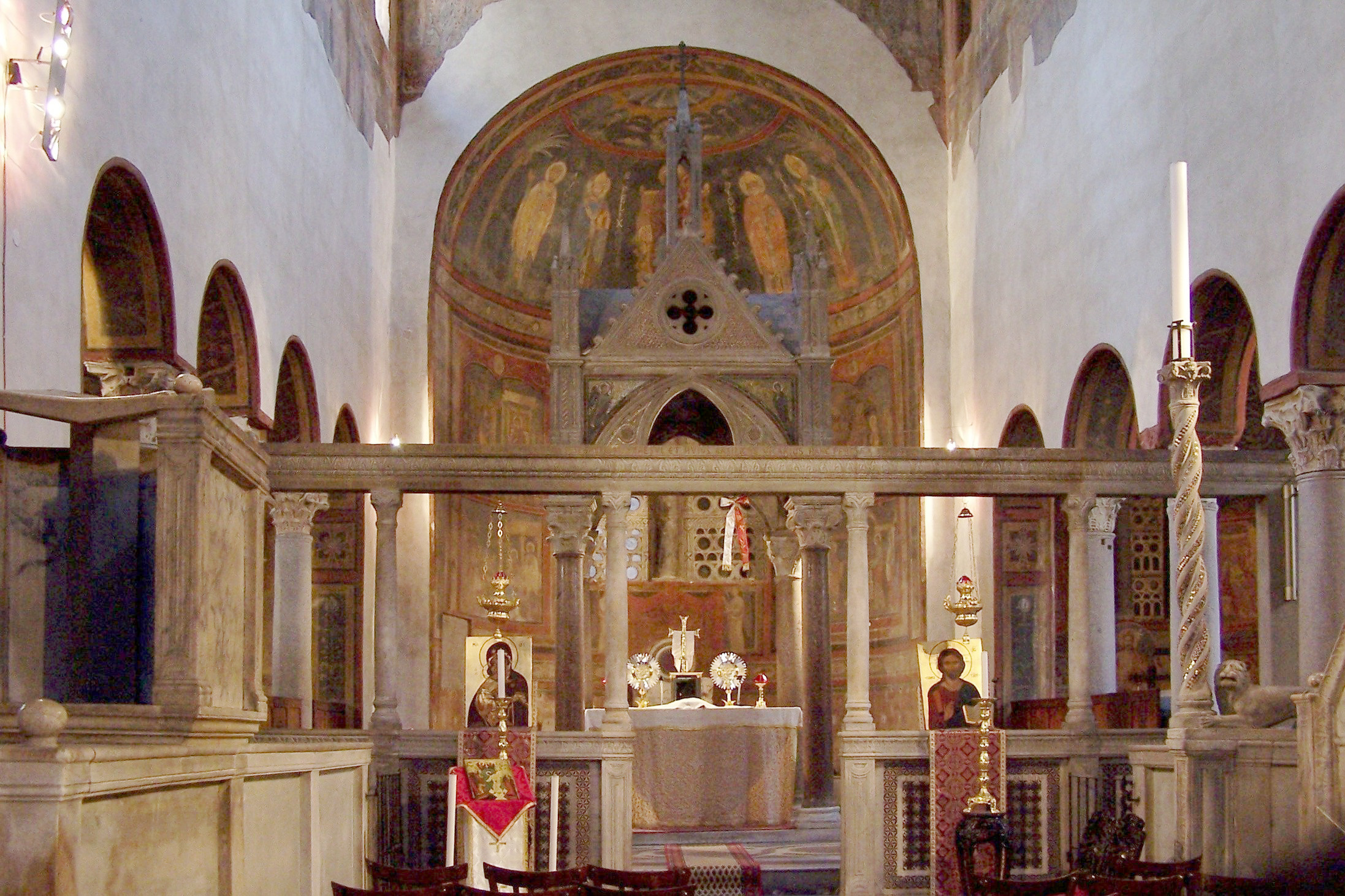
El interior de la Basílica de Santa María en Cosmedin, de influencia bizantina.

Según Duffy, a finales del siglo VII, «los grecoparlantes dominaban la cultura clerical de Roma, aportando sus cerebros teológicos, su talento administrativo y gran parte de su cultura visual, musical y litúrgica». Ekonomou sostiene que «tras cuatro décadas de dominio bizantino, Oriente se insinuaba inexorablemente en la ciudad del Tíber. Incluso Gregorio sucumbiría, tal vez sin saberlo, a la lux orientis [...] Una vez reformados los vínculos políticos, tanto Roma como el papado comenzarían rápidamente a experimentar, incluso antes de que el siglo VI llegara a su fin, su influencia también en otros aspectos». Este mismo autor considera que la influencia bizantina fue orgánica y no «un programa intencionado o sistemático» por parte de los emperadores o exarcas, que se centraron más en el control político y la fiscalidad que en la influencia cultural.

### Demografía y monásticos
La schola Graeca —también llamada ripa Graeca o «ribera griega»— se refiere al segmento de la ribera del Tíber «fuertemente poblado por orientales, incluyendo griegos, sirios y egipcios». El barrio bizantino se convirtió rápidamente en el centro económico de la Roma imperial durante este periodo —marcado por Santa María en Cosmedin, nombre que también se dio a las iglesias bizantinas fundadas en Rávena y Nápoles—. La porción del Monte Aventino que domina este barrio pasó a denominarse ad Balcernas o Blanquerna, en honor al distrito de Constantinopla. Esta región se denominó posteriormente piccolo Aventino («pequeño Aventino») una vez que se convirtió en un «barrio greco-oriental» tras las sucesivas oleadas de monjes sabaítas 
.
Entre los inmigrantes bizantinos que llegaron a Roma se encontraban mercaderes procedentes de territorios bizantinos como Siria y Egipto. Los refugiados de las persecuciones vándalas en el norte de África y del cisma laurentino se acumularon en un número importante a principios del siglo VI; un fenómeno similar ocurrió con los habitantes de los territorios orientales reconquistados posteriormente por los bizantinos. Los griegos representaban casi toda la comunidad médica de Roma y durante esta época se estableció una escuela de medicina griega. La mayoría de los habitantes griegos de Roma durante este periodo, sin embargo, habrían sido miembros de comunidades religiosas monásticas, aunque es dudoso que se establecieran monasterios exclusivamente griegos. Sin embargo, hacia el año 678, había cuatro monasterios bizantinos: San Saba, Domus Ariscia, S. Andreas y Lucia, y Aquas Salvias. Constantino IV alude a estos cuatro monasterios en una carta al papa Dono; Ekonomou sugiere que había al menos dos monasterios bizantinos más en Roma: el de Boetiana y el de San Erasmo en el monte Celio. Los monjes griegos trajeron consigo (a finales del siglo VII) la institución de monasteria diaconia, dedicada a servir a los indigentes de la ciudad.
A finales del siglo VI, los orientales seguían siendo una minoría del clero romano, aunque sin duda eran admitidos en él (según los nombres que suscribían las actas sinodales). Aunque constituían menos del uno por ciento de la jerarquía a principios del siglo VII, el porcentaje de orientales era mayor para el sacerdocio. Por el contrario, en un sínodo convocado por Agatón en el año 679, predominaban los orientales —más de la mitad de los obispos y dos tercios de los presbíteros—. Estos monásticos «trajeron consigo desde Oriente un legado ininterrumpido de aprendizaje que, aunque destrozado casi hasta el punto de ser reconocido en Occidente, Bizancio había conservado en forma casi prístina desde la antigüedad».
Los no monjes también emigraron a Roma, como puede verse en la gran popularidad de nombres como Sisinnes, Georgios, Thalassios y Sergius (y, en menor medida: Gregorios, Ioannes, Paschalis, Stephanos y Theodoros). Ekonomou cita la aparición de estos nombres, junto con la desaparición de Probus, Faustus, Venantius e Importunus como prueba de la «transformación radical de la composición étnica de la ciudad».

### Economía

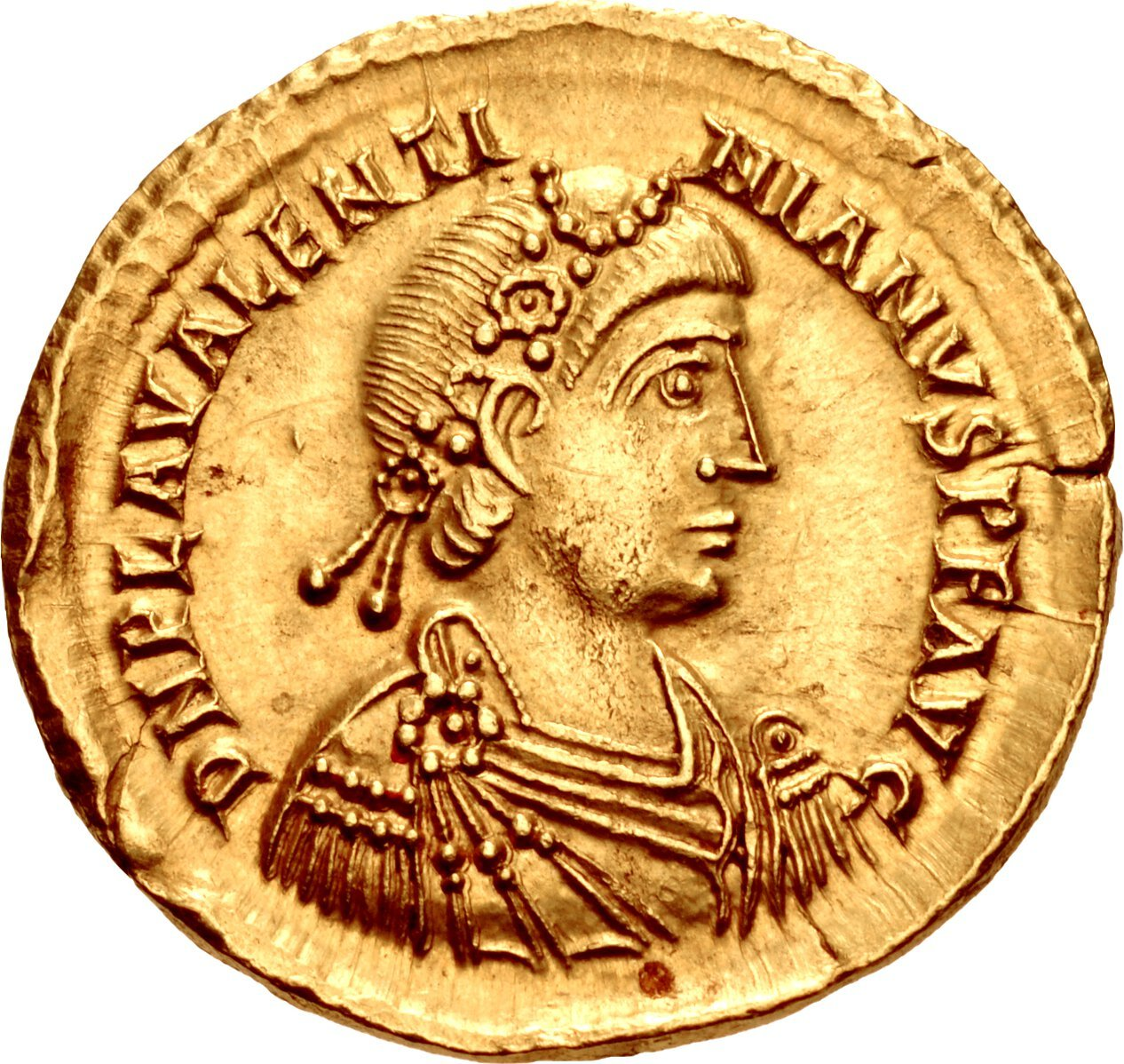
Moneda de oro que representa a Valentiniano III.

Los comerciantes bizantinos llegaron a dominar la vida económica de Roma. El resentimiento romano contra esta realidad culminó con la expulsión de todos los «comerciantes griegos» de la ciudad por parte del emperador Valentiniano III en el año 440, acto que se vio obligado a revertir tras una hambruna. Personas de todas las partes del imperio bizantino pudieron seguir las rutas comerciales tradicionales hacia Roma, haciendo que la ciudad fuera verdaderamente «cosmopolita» en su composición.

## Arquitectura
Los prelados de habla griega también se hicieron comunes en Roma en esta época, concentrándose en torno a un anillo de iglesias en el monte Palatino, dedicadas a los santos orientales: Cosme y Damián, Sergio y Baco, Adriano, Quiricio y Giulitta, y Ciro y Juan.

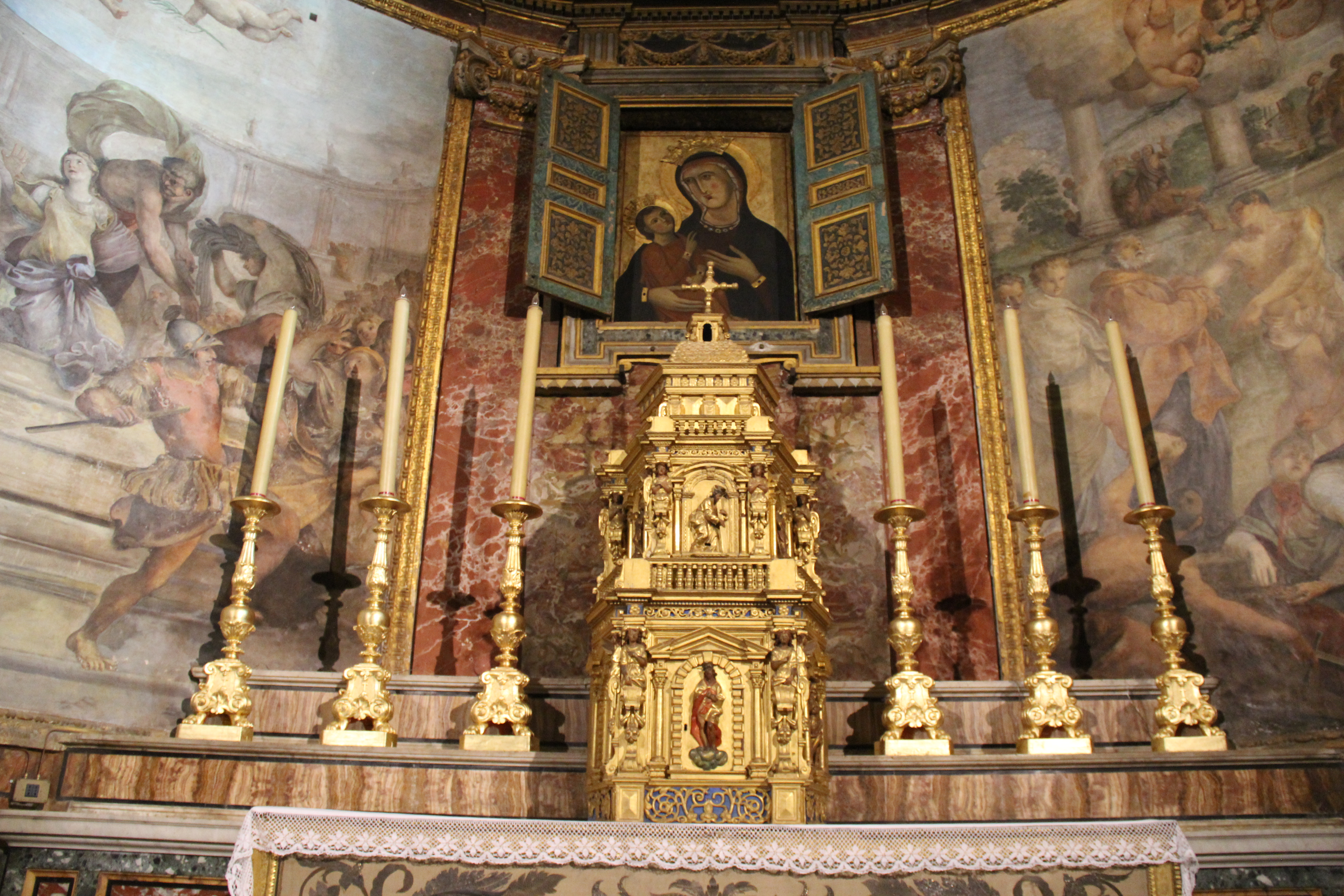
Icono con la imagen de la Virgen en estilo bizantino en la iglesia de Sta. Francesca Romana.

La influencia griega se concentraba también en la diaconía a lo largo del Tíber, un barrio bizantino emergente de la ciudad, y en las iglesias de San Giorgio in Vellabro y Santa María en Cosmedin,

Incluso las tradiciones autóctonas del arte religioso romano se vieron transformadas por la influencia oriental, y el realismo monumental del estilo romano, representado en el ábside de San Cosme y San Damián, fue sustituido por el delicado formalismo de las pinturas de Santa Maria Antiqua, o el icono de la Virgen de estilo bizantino que se encuentra en la iglesia de Santa Francesca Romana. El culto de la propia Iglesia romana estaba siendo transformado por la influencia oriental.

La Basílica de Santa María en Cosmedin fue cedida a los monjes griegos que huían de la persecución iconoclasta, y fue construida sobre una planta griega con tres ábsides y una barrera de templos, introducida en Occidente en esta época.

### Literatura y música
Roma experimentó una «breve eflorescencia cultural» a principios del siglo VI como resultado de la traducción de obras griegas —«tanto sagradas como profanas»— al latín, con el surgimiento de una clase intelectual que dominaba ambas lenguas. Debido a que la educación clásica tradicional en Roma había decaído «casi hasta el punto de extinguirse», incluso los eruditos latinos no podían leer esas obras en su griego original y se veían obligados a recurrir a la traducción. Muchos de esos textos aparecieron en la biblioteca papal, creada por el papa Agapito I hacia el año 535 —trasladada por el futuro papa Gregorio I a su monasterio del monte Celio y más tarde a Letrán—. La biblioteca papal contenía únicamente unos pocos textos en el año 600, pero en el 650 ya contaba con estantes de códices, principalmente en griego. Además, el personal de la cancillería papal era completamente bilingüe a mediados de siglo, con su «aparato administrativo» dirigido por griegos. Hasta hace poco, los estudiosos creían que los textos papales se escribían en latín y luego se traducían al griego; sin embargo, las pruebas relativas a las actas del Concilio de Letrán de 649 revelan exactamente lo contrario.
A pesar de la conquista, el declive del conocimiento de la lengua griega continuó casi sin freno, y los traductores siguieron siendo escasos durante todo el papado de Gregorio I. A finales del siglo VI el conocimiento de la lengua griega —y la correspondiente oferta de textos griegos— experimentó una «vitalidad ligeramente mayor». Por el contrario, el conocimiento del latín en Constantinopla era «no sólo raro, sino un 'completo anacronismo'».
El papa Vitaliano (657-672) estableció una schola cantorum para formar a los cantores ceremoniales, que era casi enteramente «a imitación de su modelo bizantino»., también introdujo la celebración de las vísperas de Pascua y el bautismo en la Epifanía, ambas tradiciones originarias de Constantinopla. La «bizantinización litúrgica» promovida por Vitaliano sería continuada por sus sucesores. Sin embargo, la lengua latina tuvo un resurgimiento litúrgico -sustituyendo oficialmente al griego- entre los años 660 y 682; el griego volvió a resurgir durante el papado del papa Agatón y sus sucesores.
A principios del siglo VIII, las liturgias bilingües eran habituales, con predominio del griego. Así, las costumbres literarias griegas se introdujeron en todo el calendario litúrgico, especialmente en los rituales papales. Este periodo sentó las bases de la mariología occidental, construida a imagen y semejanza del culto a la Theotokos («Madre de Dios») en Oriente, donde María era considerada la protectora especial de Constantinopla.

### Organización
Muchos rasgos de la corte papal se originaron durante este periodo, siguiendo el modelo de los rituales de la corte bizantina. Por ejemplo, el cargo papal del  vestararius imitaba a los protovestiarios de la corte bizantina, siendo ambos responsables de la gestión de las finanzas y del vestuario.

### Teología

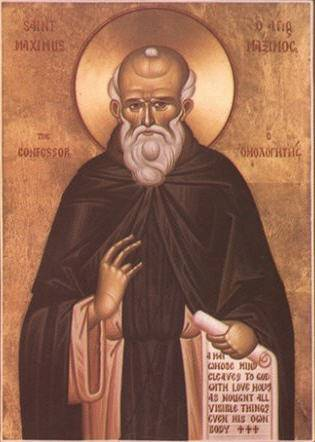
Máximo el Confesor.

La cristiandad occidental durante este periodo «absorbió las costumbres y prácticas litúrgicas constantinopolitanas en sus formas de culto e intercesión». Máximo el Confesor, que fue llevado bajo una fuerte guardia imperial desde Roma a Constantinopla en el 654, tipifica el desarrollo teológico del monacato oriental en Roma frente a los conflictos con los emperadores bizantinos. Máximo y su colega greco-palestino, el futuro papa Teodoro I, dirigieron un sínodo en Roma de obispos predominantemente latinos que obstaculizó los esfuerzos imperiales por imponer la unidad doctrinal —y así poner fin a las luchas internas que tanto ayudaron al avance persa— en la cuestión del monotelismo.
Como resultado de este florecimiento teológico, «por primera vez en mucho más de un siglo, la iglesia de Roma estaría en condiciones de debatir cuestiones teológicas con Bizancio desde una posición de igualdad tanto en el fondo intelectual como en la forma retórica». Sin embargo, «la ironía fue que Roma experimentaría su revitalización no recurriendo a sus propios y lamentables recursos, sino más bien a través de la colaboración de un papa greco-palestino y un monje constantinopolitano que empleaba un estilo de discurso teológico cuya tradición era puramente oriental».
Ya en el papado de Gregorio I, las iglesias de Italia y Sicilia empezaron a «seguir cada vez más las formas rituales orientales», que el propio Gregorio I se esforzó por combatir y modificar. Por ejemplo, las iglesias romanas adoptaron la práctica de decir el Aleluya en la misa, excepto durante los cincuenta días entre Pascua y Pentecostés; en una carta, Gregorio I reconoció el desarrollo, pero afirmó que se originó en Jerusalén y llegó a Roma no a través de Constantinopla, sino a través de Jerónimo y el papa Dámaso. Del mismo modo, Gregorio I reivindicó un «origen antiguo» para permitir que los subdiáconos participaran en la misa sin túnica —una práctica común en Constantinopla—, también quiso distinguir el Kyrie eleison latino del griego, señalando que los clérigos romanos —en lugar de toda la congregación al unísono— lo recitaban, y a partir de entonces añadió un Christe eleison adicional.
A pesar de sus vehementes declaraciones públicas en sentido contrario, el propio Gregorio I fue un agente de la creciente influencia bizantina. Como afirma Ekonomou, Gregorio «no únicamente refleja, sino que fue en muchos aspectos responsable de la actitud ambivalente de Roma hacia Oriente». Por ejemplo, organizó una serie de procesiones litúrgicas en Roma para «aplacar la ira de Dios y aliviar el sufrimiento de la ciudad» por la peste que mató a su predecesor, que se parecían mucho a las procesiones litúrgicas bizantinas que Gregorio I habría presenciado como apocrisiarius. La mariología de Gregorio I también responde a varias influencias bizantinas,, pero fue después de su muerte cuando la influencia oriental se hizo más evidente y se aceleró la adopción de las prácticas bizantinas.
Sergio I incorporó a la liturgia romana la costumbre siria de cantar el Agnus Dei y las elaboradas procesiones con cantos griegos. Los «intereses teológicos más eruditos y sofisticados» de los papas griegos añadieron también un nuevo «filo doctrinal» a las reivindicaciones de la primacía del Pontífice romano, «agudizadas y fijadas» por diversos enfrentamientos con el emperador. Los monjes orientales, si no la sociedad bizantina en general, llegaron a considerar en los siglos IV y V a Roma «no como un patriarca más», sino como una fuente única de autoridad doctrinal. Según Ekonomou, los diálogos «son el mejor reflejo del impacto que Oriente ejerció sobre Roma y el Papado a finales del siglo VI», ya que «dieron a Italia hombres santos que formaban parte de una inconfundible tradición hagiográfica cuyas raíces se encontraban en el desierto egipcio y las cuevas sirias».

### Arte

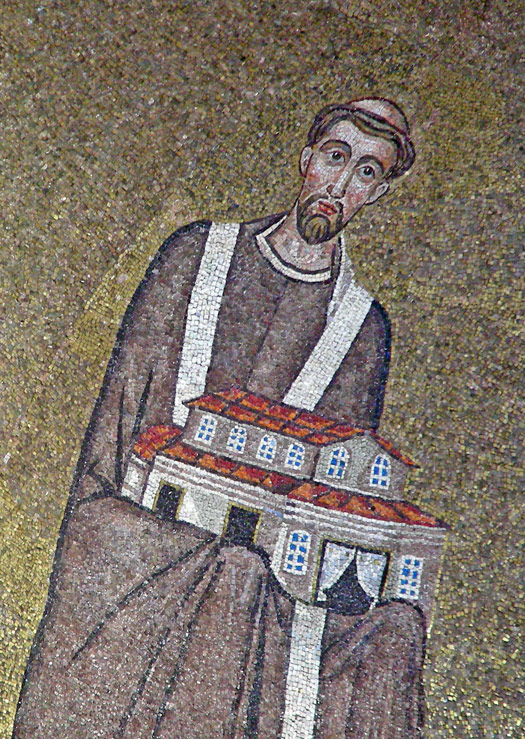
Mosaico en la Basílica de Santa Inés Extramuros, representando al papa Honorio I.

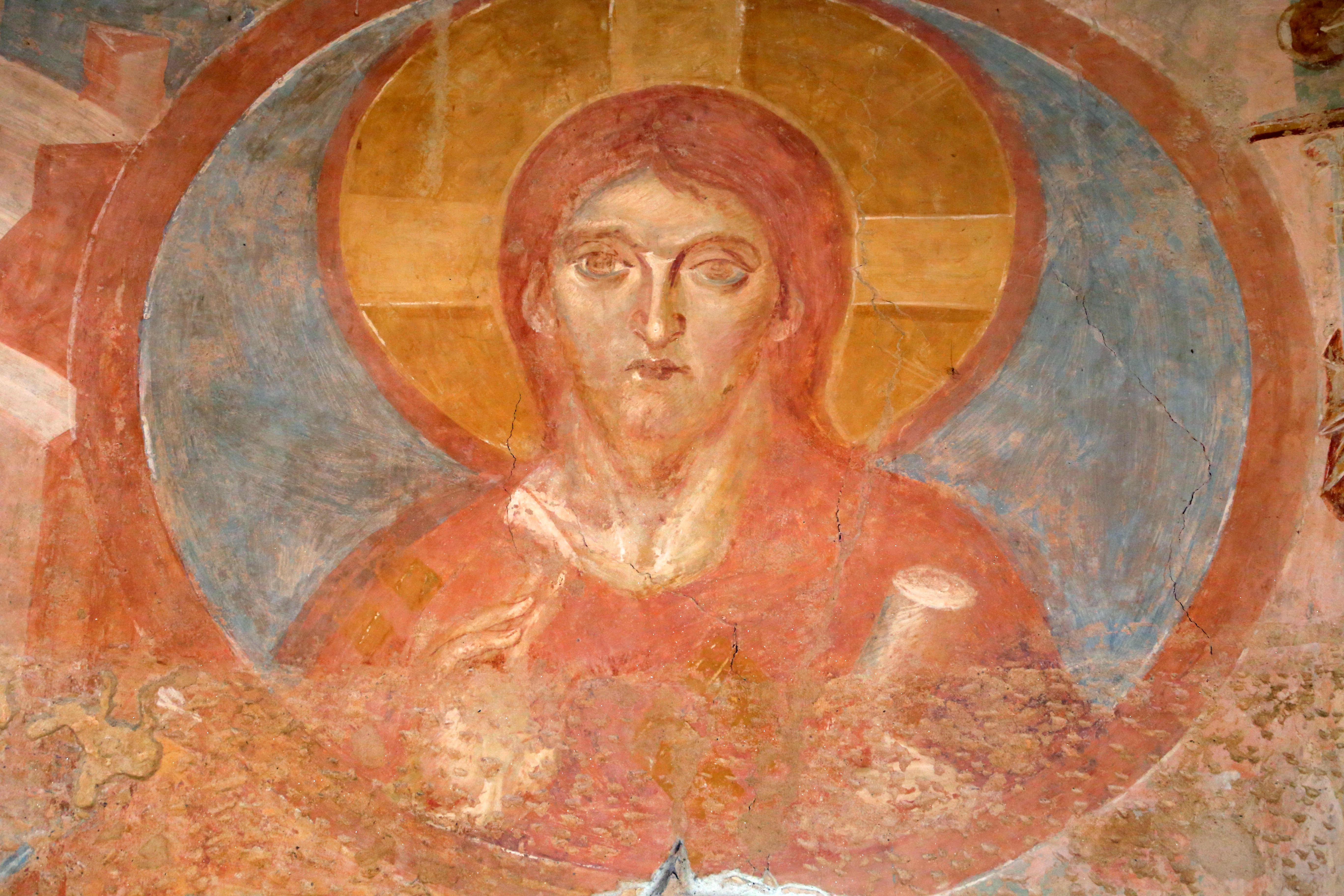
Fresco de Castelseprio con el Pantocrátor.

El periodo bizantino supuso la desaparición de la mayoría de los restos del estilo clásico de los mosaicos en Italia, aunque el proceso de esta transición es difícil de seguir, sobre todo porque se conservan menos mosaicos de este periodo en el mundo de habla griega que en Italia. La magnífica secuencia de mosaicos de Rávena continuó bajo el Exarcado, con los de la Iglesia de San Vital —527-548, que abarca el cambio de gobierno— y la basílica de San Apolinar en Classe (549), pero no se detecta ninguna transición brusca de estilo respecto a los producidos bajo el reino ostrogodo de Italia o los emperadores occidentales de las décadas anteriores. El papa griego Juan VII fue «con mucho, el más destacado mecenas del estilo iconográfico bizantino», encargando innumerables obras a «artesanos griegos itinerantes».
Cuatro iglesias de Roma tienen mosaicos de santos cerca de donde se guardaban sus reliquias; todos ellos muestran un abandono del ilusionismo clásico por figuras de grandes ojos que flotan en el espacio. Se trata de Basílica de San Lorenzo Extramuros (años 580), Basílica de Santa Inés Extramuros (625-638), Santo Stefano Rotondo (años 640) y la capilla de San Venancio en la basílica de Letrán (c. 640).
Los manuscritos iluminados muestran una evolución similar, pero es difícil ver elementos específicamente bizantinos en el estilo medieval emergente de los Evangelios de San Agustín de c. 595, el primer libro evangélico en latín, que muy probablemente pasó por las manos de Gregorio I. Las primeras estimaciones sobre la fecha de los frescos de Castelseprio, en el norte de Italia, que sin duda muestran una fuerte influencia bizantina, los situarían en este periodo, pero la mayoría de los estudiosos los sitúan ahora mucho más tarde. Con respecto a Castelseprio y otras obras, se ha especulado mucho sobre la posibilidad de que los artistas griegos huyeran de la iconoclasia a Occidente, pero hay pocas o ninguna prueba directa de ello.